# Samuilovo, Blagoevgrad
Samuilovo (în bulgară Самуилово) este un sat în Obștina Petrici, Regiunea Blagoevgrad, Bulgaria.

## Demografie
Componența etnică a satului Samuilovo
     Bulgari (85,41%)
     Nicio identificare (10,72%)
     Altele (3,86%)
La recensământul din 2011, populația satului Samuilovo era de 802 locuitori. Din punct de vedere etnic, majoritatea locuitorilor (85,41%) erau bulgari. Pentru 10,72% din locuitori nu este cunoscută apartenența etnică.